# Russula subsect. Indolentinae
Russula subsect. Indolentinae  ist eine Untersektion aus der Gattung Russula, die innerhalb der Sektion Heterophyllae  steht.

## Merkmale
Die Untersektion enthält recht große Vertreter aus dem sehr formenreichen Verwandtschaftskreis des Frauen-Täublings. Das Fleisch reagiert nicht mit FeSO4 oder wird nur sehr langsam und undeutlich grünlich. Der Stiel ist weiß oder leicht violett überhaucht. Das Sporenpulver ist weiß bis cremeweiß. Die Lamellen sind – ganz untypisch für die Gattung – weich und biegsam. Sie können mitunter auch leicht schärflich schmecken. Die Dermatozystiden sind mit nur 2–4 µm Breite sehr schmal.
- Die Typart ist Russula cyanoxantha, der Frauen-Täubling

## Systematik
Von Romagnesi, Singer und Sarnari wird der Frauen-Täubling R. cyanoxantha als Teil des Untergattung Heterophyllidia (bzw. Heterophyllae, bzw. Sektion Heterophyllae) gesehen. Doch trotz eines makroskopisch ähnlichen Erscheinungsbildes zeigt die Untersektion Indelentinae deutliche Unterschiede in ihrer Huthaut-Anatomie und in ihren makrochemischen Reaktionen. DNS-Analysen zeigen, dass die Untersektion Indolentinae ein Schwestertaxon zur Sektion Heterphyllae ist, das zwischen den Heterphyllae und der Sektion Ingratae steht. Auch die Mykorrhiza-Anatomie spricht dafür, diese Untersektion als eigene Sektion abzutrennen, da sie keine nähere Verwandtschaft zu den anderen Vertretern dieser Sektion zeigt.
| Deutscher Artname               | Wissenschaftlicher Artname            | Autor                    |
| ------------------------------- | ------------------------------------- | ------------------------ |
| Frauen-Täubling                 | Russula cyanoxantha                   | (Schaeff.) Fr. (1863)    |
| Gelbgrüner Frauen-Täubling      | Russula cyanoxantha var. flavoviridis | (Romagn.) Sarnari (1992) |
| Rissighütiger Frauen-Täubling   | Russula cyanoxantha var. cutefracta   | (Cooke) Sarnari (1992)   |
| Hartfleischiger Frauen-Täubling | Russula langei                        | Bon (1970)               |